# George Falcke
George Falcke (født 2. marts 1891 i Boston, Massachusetts, USA, død 1. februar 1979 i København) var en dansk handelsrejsende og gymnast, som deltog i OL 1912 i Stockholm.
Falcke deltog på det danske hold i svensk system ved OL 1912, hvor blot tre hold stillede op på Stockholms Stadion. Holdene kunne bestå af 16-40 gymnaster, og det svenske hold vandt klart med 937,46 point foran Danmark med 898,84 point, mens Norge blev nummer tre med 857,21 point.
George Falcke er oldefar til skøjteløberen Cathrine Grage. Han blev 1915 gift med Josephine Clara Grundtvig (1892-?) 